# Мала-Весь-Гурна
Мала-Весь-Гурна (пол. Mała Wieś Górna) — село в Польщі, у гміні Сулікув Згожелецького повіту Нижньосілезького воєводства.
Населення — 145 осіб (2011).
У 1975-1998 роках село належало до Єленьогурського воєводства.

## Демографія
Демографічна структура станом на 31 березня 2011 року:
|          | Загалом | Допрацездатний вік | Працездатний вік | Постпрацездатний вік |
| -------- | ------- | ------------------ | ---------------- | -------------------- |
| Чоловіки | 75      | 20                 | 50               | 5                    |
| Жінки    | 70      | 17                 | 43               | 10                   |
| Разом    | 145     | 37                 | 93               | 15                   |